# Malsta landskommun
Malsta landskommun var en tidigare kommun i Stockholms län.

## Administrativ historik
Landskommunen bildades 1863 ur Malsta socken i Lyhundra härad i Uppland. Vid kommunreformen 1952 uppgick denna landskommun i Lyhundra landskommun som 1971 uppgick i Norrtälje kommun.